# Блатия (област)
Блатията (на македонска литературна норма: Блатија) или Скопската Блатия (Скопска Блатија) е историко-географска област в северната част на Северна Македония.
Областта е разположена в източния край на Скопското поле, на територията на община Ибрахимово (Петровец) и част от територията на община Зелениково от лявата страна на реката Вардар при вливането в нея на река Пчиня. На север областта граничи с община Белимбегово (Илинден), на запад с град Скопие, на югозапад с областта Торбешия и с Таорската клисура, на юг с Велешкия регион, а на изток Градищанската планина я отделя от Овче поле.
Името си областта идва от намиращото се в нея Катлановско блато, а и на блатистия характер на целия район, дължащ се на честите излизания на Вардар от коритото си.
В Блатията влизат следните села: Бадар, Блаце, Брезица, Горно Коняри, Градманци, Дивле, Долно Коняри, Катланово, Кожле, Кьойлия, Летевци, Огнянци, Ибрахимово (Петровец), Ръжаничино, Средно Коняри, Сушица от община Ибрахимово, както и Ново село, Пакошево и Таор от община Зелениково. Към Блатията могат да се причислят и селата Пчиня, Вакъв, Винце, Дълга и Студена бара от община Куманово.

## Население
В областта днес живеят 12 332 жители, от които 6768 (54,88%) македонци, 3093 (25,08%) албанци и 1633 (13,24%) бошняци и други. В миналото в областта живеят и много турци, които масово се изселват в петдесетте и шестдесетте години на XX век, а на тяхно място се заселват албанци и бошняци.